# Lipova (Arad)
Lipova (ungarisch und deutsch Lippa, serbokroatisch Липова Lipovo; slowenisch Lipova) ist eine Kleinstadt im Kreis Arad im westlichen Rumänien.

## Geographische Lage

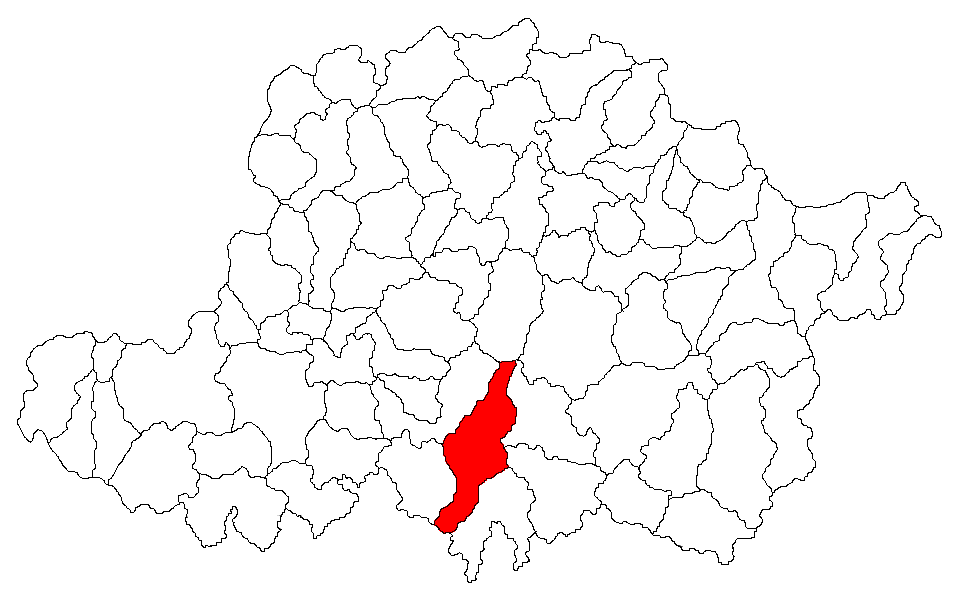
Lage von Lipova im Kreis Arad

Die Gemeinde Lipova liegt 34 Kilometer östlich der Kreishauptstadt Arad an beiden Ufern des Flusses Mureș und besteht neben der namensgebenden Stadt Lipova am linken Ufer der Mureș aus den Dörfern Radna und Șoimoș am rechten Ufer. Lipova liegt zentral im Kreis Arad mit der gleichen Entfernung zu seiner westlichsten Stadt Nădlac und seiner östlichsten Gemeinde Hălmăgel.

## Klima
Wie das ganze Banat hat Lipova kontinentales Klima mit kalten Wintern und heißen Sommern. Der Frühling ist meistens kurz. Die Jahresdurchschnittstemperatur liegt zwischen 9 und 10 °C.

## Geschichte

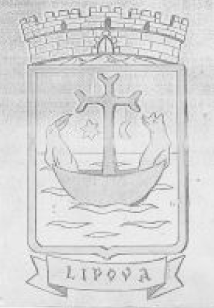
Altes Wappen Lipovas
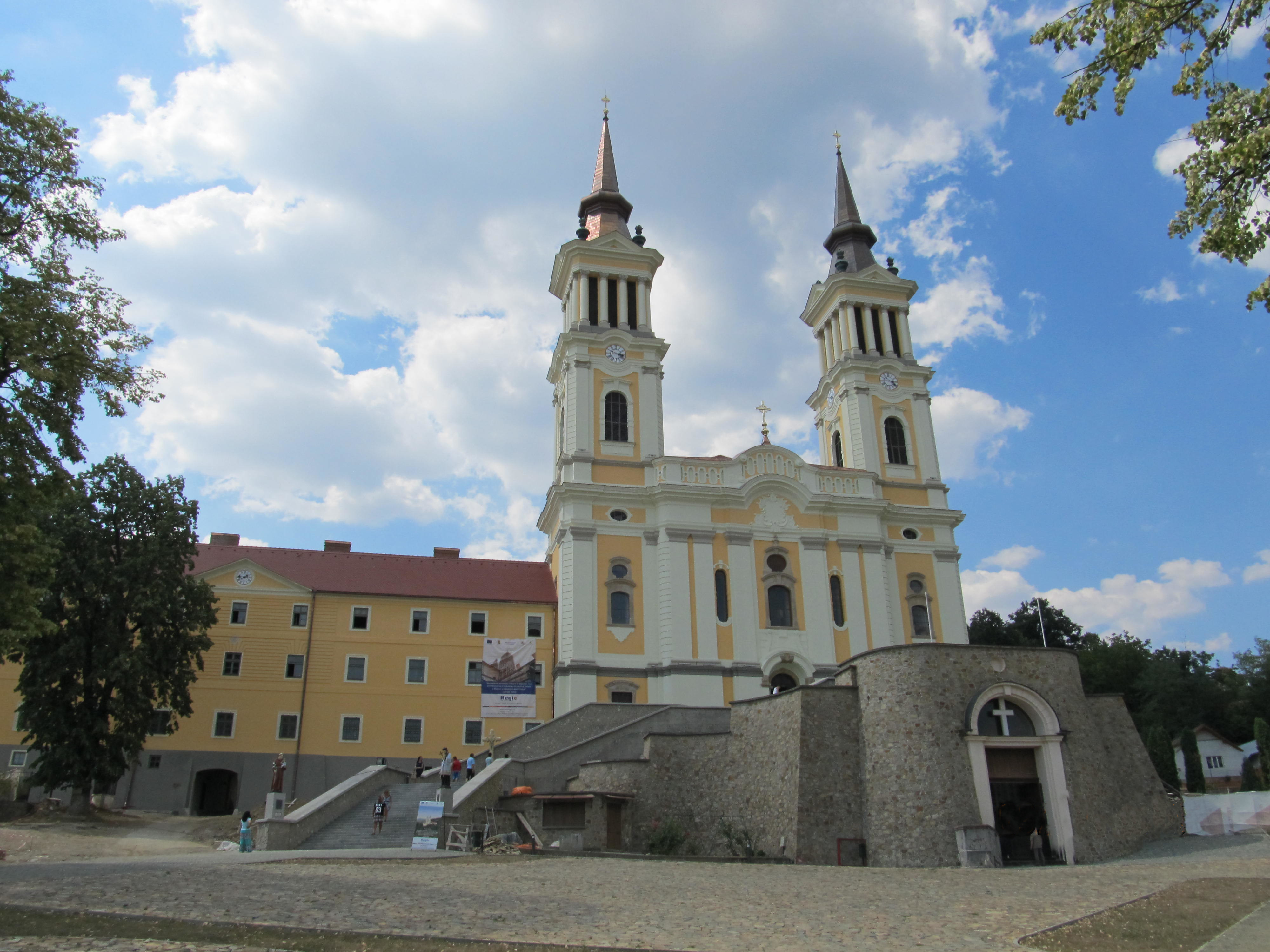
Klosterkirche Maria Radna
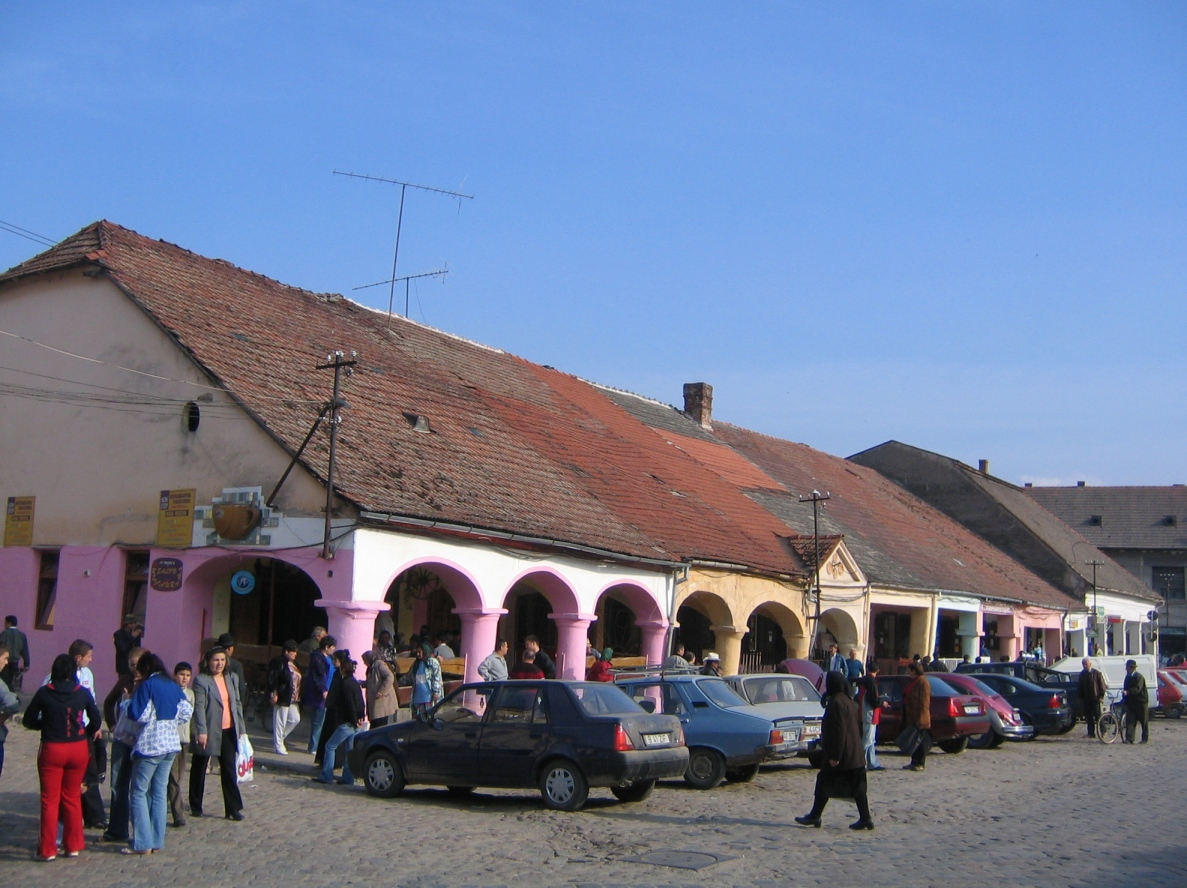
Türkischer Basar

Die erste urkundliche Erwähnung Lipovas datiert aus dem Jahr 1285 unter dem Namen Leipoa, seit 1314 gibt es Dokumente unter dem Namen Lipva. Im Jahr 1389 erhielt die Stadt Lipova unter ihrem heutigen Namen das Stadtrecht. Șoimoș wurde im Jahre 1278 unter dem Namen Solymos erstmals urkundlich erwähnt, Radna im Jahr 1440.
Dokumente aus dem Jahr 1245 belegen, dass König Béla IV. von Ungarn auf seinen Befehl hin die cetatea (Burg) Lipovei wieder errichten ließ. Diese war zuvor in den Jahren 1241 bis 1242 beim Angriff der Goldenen Horde der Mongolen („Mongolensturm“) unter Batu Khan zerstört worden. 1325  errichtete Karl Robert von Anjou hier ein Minoritenkloster und eine katholische Kirche. Unter ihm wurde Lipova auch zum bedeutendsten Wirtschafts- und Handelszentrum des Arader Komitats und besaß eine Salzkammer sowie eine Münzprägestätte. Von 1410 bis 1420 wurde das Spital gebaut. 1514 schlossen sich die Bauern von Lipova dem Bauernaufstand unter György Dózsa (rum. Gheorghe Doja) an. Nach der Niederlage kam die Festung Lipova an Johann Zápolya. 1529 wurde Lipova zur Königlichen Freistadt erhoben. 1551 standen die Türken vor den Toren Lippas und begannen die Belagerung der Festung. Lange konnte die Festung jedoch von den Türken nicht gehalten werden, sie wurde von den Truppen des Siebenbürgischen Kanzlers zurückerobert. 1552 nach der Eroberung Temeswars wandten sich die Türken wieder gegen Lippa. Diesmal blieb Lippa bis zum Ende des 16. Jahrhunderts unter türkischer Herrschaft. Von den Habsburgern wurde Lippa 1718 zum Komitatssitz erhoben. 1724 fand die erste Ansiedlung mit 200 Deutschen Familien aus Bayern und Sachsen statt. Auch in den Jahren 1764, 1780 und 1784 wurden weitere deutsche Familien in Lipova angesiedelt. 1880 wird Bad Lipova zum Kurort erklärt.

## Bevölkerung

### Demografie
| Volkszählung | Volkszählung | Ethnie  | Ethnie | Ethnie   | Ethnie         |
| Jahr         | Einwohner    | Rumänen | Ungarn | Deutsche | Andere         |
| ------------ | ------------ | ------- | ------ | -------- | -------------- |
| 1880         | 10.515       | 6122    | 1249   | 2735     | 409            |
| 1890         | 10.850       | 6232    | 1475   | 2876     | 267            |
| 1910         | 12.479       | 6560    | 3047   | 2625     | 247            |
| 1930         | 9877         | 5845    | 1489   | 2133     | 410            |
| 1941         | 10.939       | 7058    | 1166   | 2244     | 471            |
| 1977         | 11.863       | 9683    | 884    | 1042     | 254            |
| 1992         | 12.059       | 10.893  | 619    | 413      | 134            |
| 2002         | 11.236       | 10.349  | 491    | 214      | 182            |
| 2011         | 10.313       | 8957    | 280    | 123      | 953 (123 Roma) |
| 2021         | 10.040       | 8835    | 170    | 101      | 934 (200 Roma) |

Die Einwohner Lipovas verteilen sich nach der Volkszählung von 2002 auf folgende ethnische Gruppen (Angaben laut Bürgermeisteramt): Rumänen 92,1 %, Magyaren 4,4 %, Rumäniendeutsche  1,9 %, Roma 1,0 %, Slowaken 0,1 %, Ukrainer 0,1 % und Andere 0,3 %. 2011 wurden unter Anderen auch 20 Ukrainer, zehn Slowaken, vier Bulgaren und drei Kroaten registriert.

### Religionen
Der rumänische Bevölkerungsanteil gehört größtenteils der rumänisch-orthodoxen Kirche an. Immer mehr an Bedeutung gewinnt die Pfingstbewegung (Biserica Penticostală).
Der ungarische und der deutsche Bevölkerungsanteil ist überwiegend katholisch.

## Wallfahrt
Jedes Jahr am 15. August zu Mariä Himmelfahrt, wenn katholische Gläubige aus aller Welt zur Klosterkirche Maria Radna pilgern, wird ganz besonders der Stadtteil Radna zu einem einzigen großen Markt.

## Verkehr
Lipova ist seit 1868 über den Bahnhof Radna an der Bahnstrecke Arad–Alba Iulia, er befindet sich im gleichnamigen Ortsteil, an das rumänische Eisenbahnnetz angeschlossen. Von 1906 bis 1991 verkehrte außerdem die Lokalbahn Arad–Podgoria nach Lipova, ihre Endstelle befand sich vor dem Staatsbahnhof. Zusätzlich verband von 1911 bis 1936 die Straßenbahn Lipova die Stadt mit dem Kurbad Băile Lipova.